# اس‌اس ماوری
اس‌اس ماوری (به انگلیسی: SS Maori) یک کشتی بود که طول آن ۴۰۲ فوت (۱۲۳ متر) بود. این کشتی در سال ۱۸۹۳ ساخته شد.